# V 48
V 48 war ein Großes Torpedoboot des sogenannten „Amtsentwurfs 1913“ der deutschen Kaiserlichen Marine. Von diesem Typ kam unmittelbar vor Ausbruch des Ersten Weltkriegs mit V 25 das erste Boot in den Dienst der Marine. Siebzig weitere Boote des Typs, gebaut von vier verschiedenen Werften, folgten bis Mai 1917. Als V 48 am 10. Dezember 1915 abgeliefert wurde, hatte die Kaiserliche Marine bereits 24 Boote des Typs im Dienst.
V 48 ging in der Skagerrakschlacht verloren, als es beim Angriff auf ein zusätzlich auf dem Gefechtsfeld eintreffendes britisches Schlachtkreuzer-Geschwader sowohl von schweren Schiffen als auch von Zerstörern der Shark-Division getroffen wurde. Nur ein Seemann des Bootes wurde nach vielen Stunden im Wasser durch ein dänisches Schiff gerettet.

## Geschichte
Die Großen Torpedoboote des Amtsentwurfs 1913 waren die Abkehr vom Vorentwurf 1911 und von dem Versuch, kleinere und preisgünstige Boote zu beschaffen. Der neue Entwurf erreichte die Baugröße der britischen Zerstörer, hatte allerdings eine leichtere Artilleriebewaffnung. Die Boote waren die ersten Torpedoboote der Kaiserlichen Marine, deren Kesselanlagen ausschließlich mit Öl befeuert wurden. Wie bereits immer bei der Beschaffung von Torpedobooten für die Kaiserliche Marine seit dem Jahrhundertbeginn gingen die Bauaufträge an die Werft von Ferdinand Schichau in Elbing, die Kruppsche Germaniawerft in Kiel und an die AG Vulcan in Stettin. Demgemäß wurden die Boote mit den Anfangsbuchstaben der Werften („S“, „G“, „V“) und fortlaufenden Nummern bezeichnet.

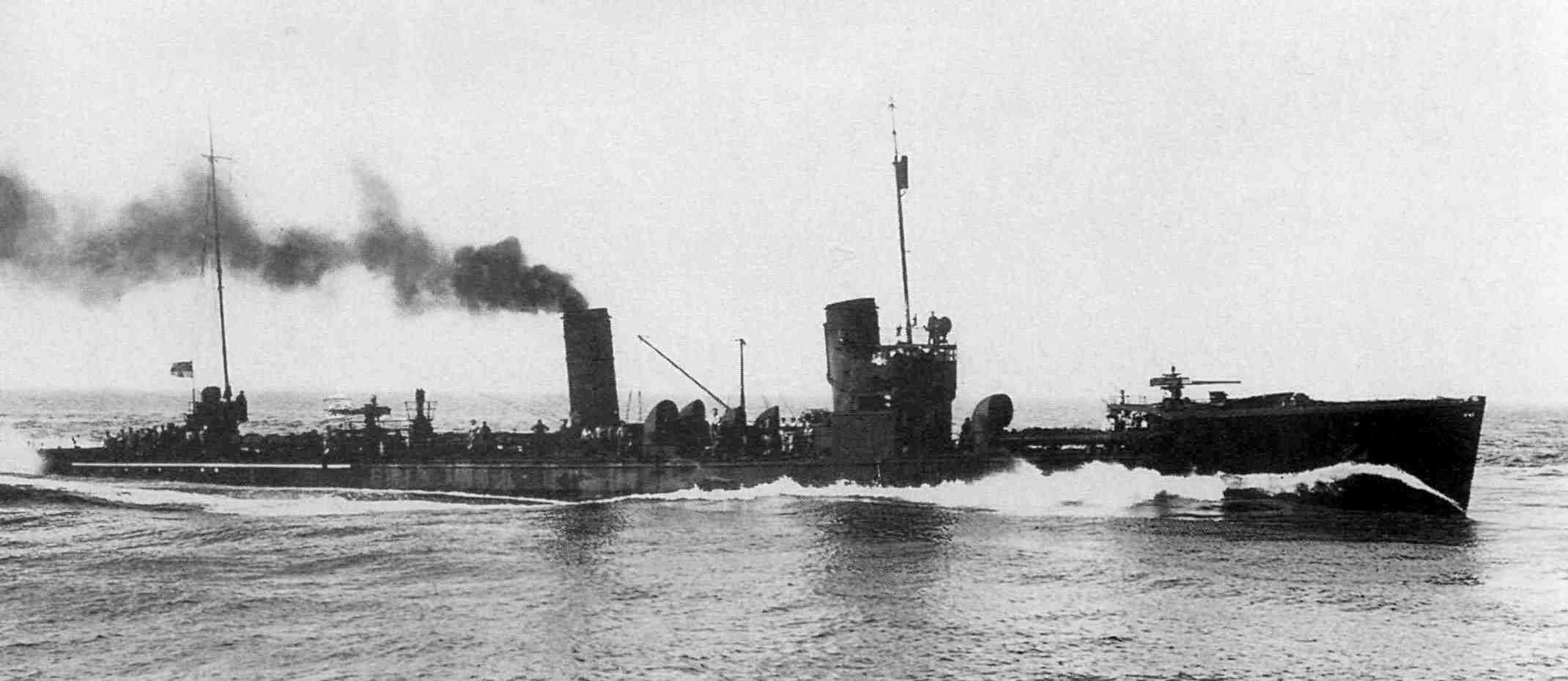
Das kürzere V 43 im Ursprungszustand

Der erste Auftrag nach dem neuen Amtsentwurf ging im Etatjahr 1913 an die Vulcanwerft mit V 25 bis V 30. Im April 1914 erfolgte die reguläre Bestellung für das Etatjahr 1914  mit S 31 bis S 36, G 37 bis G 42 und V 43 bis V 48. Alle weitere Aufträge erfolgten dann im Rahmen des Ms-Programms (Mobilisierungsprogramms) und wurden dementsprechend auch aus dem Kriegsfonds bezahlt.
Die Bauausführungen der drei Werften unterschieden sich leicht; außerdem wurden die Boote auch kontinuierlich verbessert. Die ersten sechs Boote aus Stettin waren 78,5 m lang, die ersten vier Boote der zweiten Vulcan-Serie mit 79,6 m einen Meter länger, und V 47 und V 48 waren dann 83,1 m lang. Eine Verlängerung von über drei Metern hatten auch die Schichau-Neubauten nach den ersten zehn fertiggestellten Booten und die der Germaniawerft schon nach vier Neubauten. Bewaffnet waren die Boote mit drei 8,8-cm-Geschützen vom Typ L/45-C 14. Allerdings wurden diese schon 1916 nach nur wenigen Wochen Dienstzeit auf V 47 und V 48 durch drei 10,5-cm-Geschütze vom Typ L/45-C 16 ersetzt. Auch etliche der ab November 1915 zulaufenden Boote aus dem Auftrag an die Hamburger Vulcan-Zweigwerft für V 67 bis V 84 wurden nach kurzen Dienstzeiten so umgerüstet; die drei letzten Boote dieser Serie wurden sogar bereits mit der schwereren Bewaffnung abgeliefert. Ähnlich wurde bei den Booten der anderen Werften verfahren.
Das am 6. August 1915 vom Stapel gelaufene V 48 wurde als 25. Boot vom Typ 1913 am 10. Dezember 1915 von der Marine übernommen und kam zur 6. Torpedoboots-Halbflottille (THFl), die zusammen mit der 5. T-HFl die III. Torpedoboots-Flottille bildete. Es war das dreizehnte von der AG Vulcan gelieferte Boot dieses Typs, dem zu der schon von der Hamburger Zweigwerft gelieferten  V 67 mit V 68 bis V 84 noch 17 weitere Boote bis November 1916 folgten.

## Einsätze
Als Führerboot der von Korvettenkapitän Theodor Riedel kommandierten 6. T-HFl nahm V 48 unter Kapitänleutnant Friedrich Eckoldt zusammen mit S 54 unter Korvettenkapitän Otto Karlowa und G 42 unter Bernd von Arnim an der Skagerrakschlacht teil. Zu diesem Zeitpunkt befanden sich die anderen Boote der Flottille, S 55 und die in Hamburg gebaute V 70, in der Werft in Kiel.
V 48 war eines der wenigen Boote, das schon auf die 10,5-cm-L/45-C-16-Torpedobootskanonen umgerüstet worden war. Die III. T-Flottille lief am Abend des 31. Mai 1916 an der Spitze der Hochseeflotte, die den Schlachtkreuzern der Ersten Aufklärungsgruppe unter Admiral Hipper Entlastung bringen wollte, als auf britischer Seite auch die ersten Einheiten der Grand Fleet in das Gefecht eingriffen.

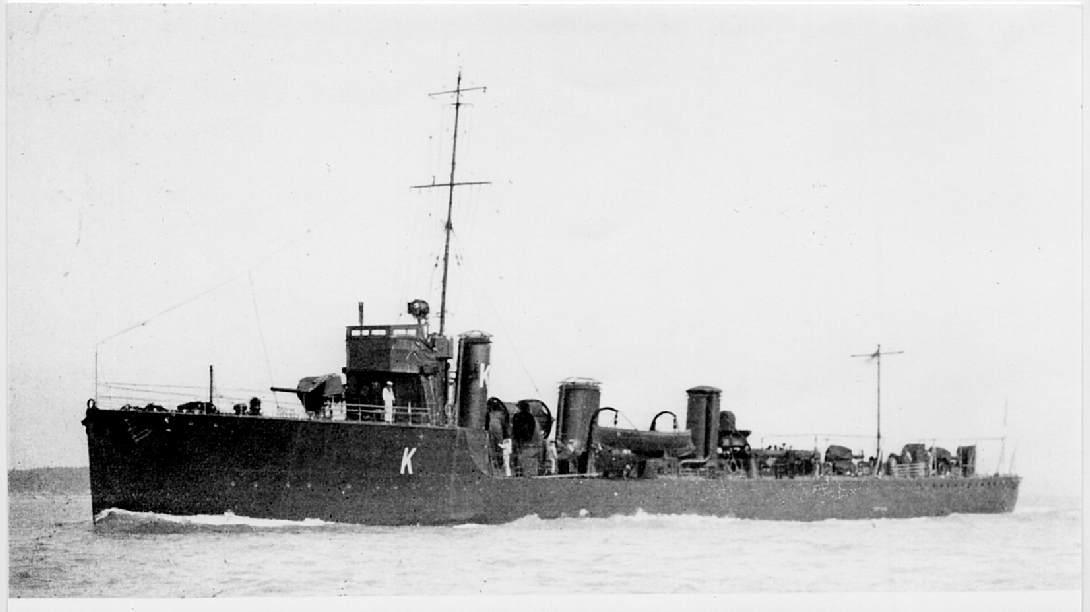
Die Shark

Beim Abdrehen von einem abgebrochenen Torpedoangriff auf die neu eintreffenden britischen Einheiten beschossen sich V 48 und der schon liegengebliebene britische Zerstörer Shark, dessen Treffer die Antriebsanlage V 48 kurzfristig außer Gefecht setzen. Jedoch beteiligte sich das Boot kurze Zeit später, gegen 19.33 Uhr, wieder am Torpedoangriff auf die britische Schlachtlinie, wobei ein Torpedo lanciert werden konnte. Kurz darauf wurde das Boot jedoch schwer getroffen. Der Versuch von G 42, V 48 abzuschleppen, musste im Feuer der britischen schweren Einheiten aufgegeben werden. Das Schlachtschiff Valiant erzielte mit seiner Mittelartillerie weitere Treffer auf dem deutschen Boot. Um 20.05 Uhr eröffnete auch das Schlachtschiff Colossus mit seiner gesamten Artillerie das Feuer auf einen deutschen Zerstörer, der anschließend sinkend beobachtet wurde. Unklar bleibt, ob das Boot dabei versenkt wurde oder erst im Laufe der Nacht endgültig auf 56° 54′ 22″ N, 6° 6′ 28″ O unterging. Mit V 48 gingen 90 Mann verloren. Unter den Toten war auch der Chef der 6. Torpedoboots-Halbflottille, Theodor Riedel. Der einzige Überlebende, Hans Robert Tietje, trieb 14 Stunden im Wasser, ehe er von einem dänischen Fischerboot gerettet wurde.

## Ehrungen
Die deutsche Kriegsmarine ehrte den auf V 48 gefallenen Halbflottillenchef durch Benennung des Zerstörers Z 6 Theodor Riedel und den Kommandanten des Boots durch Benennung des Zerstörers Z 16 Friedrich Eckoldt. Der am 21. April 1917 auf G 42 gefallene Kommandant von G 42 wurde durch die Benennung des Zerstörers Z 11 Bernd von Arnim in gleicher Weise geehrt, wie auch der auf S 35 gefallene Kommandant durch die Benennung von Z 14 Friedrich Ihn.